# Gran Premio motociclistico di Spagna 2023
Il Gran Premio motociclistico di Spagna 2023 è stato la quarta prova del motomondiale del 2023. Le vittorie nelle tre classi sono andate a: Brad Binder in sprint e Francesco Bagnaia nella gara della MotoGP, Sam Lowes in Moto2 e Iván Ortolá in Moto3.

## MotoGP

### Sprint

#### Arrivati al traguardo
| Pos. | Nº | Pilota                | Squadra                     | Motocicletta       | Giri | Tempo     | Griglia | Punti |
| ---- | -- | --------------------- | --------------------------- | ------------------ | ---- | --------- | ------- | ----- |
| 1º   | 33 | Brad Binder           | Red Bull KTM Factory Racing | KTM RC16           | 11   | 18'07.055 | 4º      | 12    |
| 2º   | 1  | Francesco Bagnaia     | Ducati Lenovo               | Ducati Desmosedici | 11   | +0.428    | 5º      | 9     |
| 3º   | 43 | Jack Miller           | Red Bull KTM Factory Racing | KTM RC16           | 11   | +0.680    | 2º      | 7     |
| 4º   | 89 | Jorge Martín          | Prima Pramac Racing         | Ducati Desmosedici | 11   | +0.853    | 3º      | 6     |
| 5º   | 88 | Miguel Oliveira       | CryptoData RNF              | Aprilia RS-GP      | 11   | +1.638    | 7º      | 5     |
| 6º   | 26 | Daniel Pedrosa        | Red Bull KTM Factory Racing | KTM RC16           | 11   | +1.738    | 6º      | 4     |
| 7º   | 12 | Maverick Viñales      | Aprilia Racing              | Aprilia RS-GP      | 11   | +3.248    | 10º     | 3     |
| 8º   | 5  | Johann Zarco          | Prima Pramac Racing         | Ducati Desmosedici | 11   | +3.380    | 8º      | 2     |
| 9º   | 72 | Marco Bezzecchi       | Mooney VR46 Racing          | Ducati Desmosedici | 11   | +5.711    | 13º     | 1     |
| 10º  | 10 | Luca Marini           | Mooney VR46 Racing          | Ducati Desmosedici | 11   | +7.015    | 9º      |       |
| 11º  | 49 | Fabio Di Giannantonio | Gresini Racing              | Ducati Desmosedici | 11   | +7.174    | 15º     |       |
| 12º  | 20 | Fabio Quartararo      | Monster Energy Yamaha       | Yamaha YZR-M1      | 11   | +7.467    | 16º     |       |
| 13º  | 42 | Álex Rins             | LCR Honda Castrol           | Honda RC213V       | 11   | +9.867    | 18º     |       |
| 14º  | 25 | Raúl Fernández        | CryptoData RNF              | Aprilia RS-GP      | 11   | +11.550   | 17º     |       |
| 15º  | 6  | Stefan Bradl          | HRC Team                    | Honda RC213V       | 11   | +15.455   | 19º     |       |
| 16º  | 21 | Franco Morbidelli     | Monster Energy Yamaha       | Yamaha YZR-M1      | 11   | +15.849   | 14º     |       |
| 17º  | 37 | Augusto Fernández     | GasGas Factory Racing Tech3 | KTM RC16           | 11   | +15.969   | 21º     |       |
| 18º  | 27 | Iker Lecuona          | Repsol Honda                | Honda RC213V       | 11   | +25.356   | 23º     |       |
| 19º  | 94 | Jonas Folger          | GasGas Factory Racing Tech3 | KTM RC16           | 11   | +25.530   | 22º     |       |

#### Ritirati
| Nº | Pilota           | Squadra            | Motocicletta       | Giri | Griglia |
| -- | ---------------- | ------------------ | ------------------ | ---- | ------- |
| 36 | Joan Mir         | Repsol Honda       | Honda RC213V       | 7    | 20º     |
| 41 | Aleix Espargaró  | Aprilia Racing     | Aprilia RS-GP      | 5    | 1º      |
| 73 | Álex Márquez     | Gresini Racing     | Ducati Desmosedici | 3    | 12º     |
| 30 | Takaaki Nakagami | LCR Honda Idemitsu | Honda RC213V       | 3    | 11º     |

### Gara

#### Arrivati al traguardo
| Pos. | Nº | Pilota                | Squadra                     | Motocicletta       | Giri | Tempo     | Griglia | Punti |
| ---- | -- | --------------------- | --------------------------- | ------------------ | ---- | --------- | ------- | ----- |
| 1º   | 1  | Francesco Bagnaia     | Ducati Lenovo               | Ducati Desmosedici | 24   | 39'29.085 | 5º      | 25    |
| 2º   | 33 | Brad Binder           | Red Bull KTM Factory Racing | KTM RC16           | 24   | +0.221    | 4º      | 20    |
| 3º   | 43 | Jack Miller           | Red Bull KTM Factory Racing | KTM RC16           | 24   | +1.119    | 2º      | 16    |
| 4º   | 89 | Jorge Martín          | Prima Pramac Racing         | Ducati Desmosedici | 24   | +1.942    | 3º      | 13    |
| 5º   | 41 | Aleix Espargaró       | Aprilia Racing              | Aprilia RS-GP      | 24   | +4.760    | 1º      | 11    |
| 6º   | 10 | Luca Marini           | Mooney VR46 Racing          | Ducati Desmosedici | 24   | +6.329    | 9º      | 10    |
| 7º   | 26 | Daniel Pedrosa        | Red Bull KTM Factory Racing | KTM RC16           | 24   | +6.371    | 6º      | 9     |
| 8º   | 73 | Álex Márquez          | Gresini Racing              | Ducati Desmosedici | 24   | +14.952   | 12º     | 8     |
| 9º   | 30 | Takaaki Nakagami      | LCR Honda Idemitsu          | Honda RC213V       | 24   | +15.692   | 11º     | 7     |
| 10º  | 20 | Fabio Quartararo      | Monster Energy Yamaha       | Yamaha YZR-M1      | 24   | +15.846   | 16º     | 6     |
| 11º  | 21 | Franco Morbidelli     | Monster Energy Yamaha       | Yamaha YZR-M1      | 24   | +17.209   | 14º     | 5     |
| 12º  | 49 | Fabio Di Giannantonio | Gresini Racing              | Ducati Desmosedici | 24   | +17.911   | 15º     | 4     |
| 13º  | 37 | Augusto Fernández     | GasGas Factory Racing Tech3 | KTM RC16           | 24   | +19.010   | 21º     | 3     |
| 14º  | 6  | Stefan Bradl          | HRC Team                    | Honda RC213V       | 24   | +27.294   | 19º     | 2     |
| 15º  | 25 | Raúl Fernández        | CryptoData RNF              | Aprilia RS-GP      | 24   | +36.371   | 17º     | 1     |
| 16º  | 27 | Iker Lecuona          | Repsol Honda                | Honda RC213V       | 24   | +36.753   | 23º     |       |
| 17º  | 94 | Jonas Folger          | GasGas Factory Racing Tech3 | KTM RC16           | 24   | +47.146   | 22º     |       |

#### Ritirati
| Nº | Pilota           | Squadra             | Motocicletta       | Giri | Griglia |
| -- | ---------------- | ------------------- | ------------------ | ---- | ------- |
| 12 | Maverick Viñales | Aprilia Racing      | Aprilia RS-GP      | 23   | 10º     |
| 5  | Johann Zarco     | Prima Pramac Racing | Ducati Desmosedici | 16   | 8º      |
| 72 | Marco Bezzecchi  | Mooney VR46 Racing  | Ducati Desmosedici | 16   | 13º     |
| 42 | Álex Rins        | LCR Honda Castrol   | Honda RC213V       | 2    | 18º     |
| 36 | Joan Mir         | Repsol Honda        | Honda RC213V       | 1    | 20º     |
| 88 | Miguel Oliveira  | CryptoData RNF      | Aprilia RS-GP      | 0    | 7º      |

## Moto2

### Arrivati al traguardo
| Pos. | Nº | Pilota                  | Squadra                        | Motocicletta | Giri | Tempo     | Griglia | Punti |
| ---- | -- | ----------------------- | ------------------------------ | ------------ | ---- | --------- | ------- | ----- |
| 1º   | 22 | Sam Lowes               | Elf Marc VDS Racing            | Kalex        | 21   | 35'45.107 | 1º      | 25    |
| 2º   | 37 | Pedro Acosta            | Red Bull KTM Ajo               | Kalex        | 21   | +2.841    | 2º      | 20    |
| 3º   | 21 | Alonso López            | CAG SpeedUp                    | Boscoscuro   | 21   | +9.618    | 4º      | 16    |
| 4º   | 14 | Tony Arbolino           | Elf Marc VDS Racing            | Kalex        | 21   | +10.163   | 10º     | 13    |
| 5º   | 40 | Arón Canet              | Pons Wegow Los40               | Kalex        | 21   | +11.056   | 12º     | 11    |
| 6º   | 96 | Jake Dixon              | Autosolar GasGas Aspar         | Kalex        | 21   | +11.923   | 3º      | 10    |
| 7º   | 35 | Somkiat Chantra         | Idemitsu Honda Team Asia       | Kalex        | 21   | +12.586   | 11º     | 9     |
| 8º   | 75 | Albert Arenas           | Red Bull KTM Ajo               | Kalex        | 21   | +14.948   | 9º      | 8     |
| 9º   | 12 | Filip Salač             | QJMotor Gresini                | Kalex        | 21   | +16.470   | 13º     | 7     |
| 10º  | 54 | Fermín Aldeguer         | CAG SpeedUp                    | Boscoscuro   | 21   | +18.550   | 14º     | 6     |
| 11º  | 11 | Sergio García           | Pons Wegow Los40               | Kalex        | 21   | +22.134   | 18º     | 5     |
| 12º  | 18 | Manuel González         | Correos Prepago Yamaha VR46    | Kalex        | 21   | +22.817   | 16º     | 4     |
| 13º  | 7  | Barry Baltus            | Fieten Olie Racing GP          | Kalex        | 21   | +23.080   | 6º      | 3     |
| 14º  | 16 | Joe Roberts             | Italtrans Racing               | Kalex        | 21   | +25.110   | 8º      | 2     |
| 15º  | 3  | Lukas Tulovic           | Liqui Moly Husqvarna Intact GP | Kalex        | 21   | +26.709   | 20º     | 1     |
| 16º  | 52 | Jeremy Alcoba           | QJMotor Gresini                | Kalex        | 21   | +26.922   | 19º     |       |
| 17º  | 64 | Bo Bendsneyder          | Pertamina Mandalika SAG        | Kalex        | 21   | +28.568   | 15º     |       |
| 18º  | 71 | Dennis Foggia           | Italtrans Racing               | Kalex        | 21   | +30.384   | 24º     |       |
| 19º  | 72 | Borja Gómez             | Fantic Racing                  | Kalex        | 21   | +33.223   | 22º     |       |
| 20º  | 24 | Marcos Ramírez          | Forward Team                   | Forward      | 21   | +36.775   | 23º     |       |
| 21º  | 8  | Senna Agius             | Liqui Moly Husqvarna Intact GP | Kalex        | 21   | +36.812   | 28º     |       |
| 22º  | 28 | Izan Guevara            | Autosolar GasGas Aspar         | Kalex        | 21   | +37.151   | 26º     |       |
| 23º  | 84 | Zonta van den Goorbergh | Fieten Olie Racing GP          | Kalex        | 21   | +39.637   | 17º     |       |
| 24º  | 33 | Rory Skinner            | American Racing                | Kalex        | 21   | +39.786   | 27º     |       |
| 25º  | 19 | Lorenzo Dalla Porta     | Pertamina Mandalika SAG        | Kalex        | 21   | +1'02.572 | 25º     |       |
| 26º  | 2  | Soichiro Minamimoto     | Correos Prepago Yamaha VR46    | Kalex        | 21   | +1'03.282 | 29º     |       |

### Ritirati
| Nº | Pilota           | Squadra                  | Motocicletta | Giri | Griglia |
| -- | ---------------- | ------------------------ | ------------ | ---- | ------- |
| 79 | Ai Ogura         | Idemitsu Honda Team Asia | Kalex        | 12   | 5º      |
| 4  | Sean Dylan Kelly | American Racing          | Kalex        | 7    | 21º     |
| 13 | Celestino Vietti | Fantic Racing            | Kalex        | 1    | 7º      |

## Moto3

### Arrivati al traguardo
| Pos. | Nº | Pilota             | Squadra                        | Motocicletta  | Giri | Tempo     | Griglia | Punti |
| ---- | -- | ------------------ | ------------------------------ | ------------- | ---- | --------- | ------- | ----- |
| 1º   | 48 | Iván Ortolá        | Angeluss MTA                   | KTM RC 250 GP | 19   | 33'57.506 | 2º      | 25    |
| 2º   | 80 | David Alonso       | Gaviota GasGas Aspar           | Gas Gas       | 19   | +0.040    | 16º     | 20    |
| 3º   | 5  | Jaume Masiá        | Leopard Racing                 | Honda NSF250R | 19   | +0.215    | 4º      | 16    |
| 4º   | 71 | Ayumu Sasaki       | Liqui Moly Husqvarna Intact GP | Husqvarna     | 19   | +0.422    | 7º      | 13    |
| 5º   | 99 | José Antonio Rueda | Red Bull KTM Ajo               | KTM RC 250 GP | 19   | +0.549    | 9º      | 11    |
| 6º   | 96 | Daniel Holgado     | Red Bull KTM Tech3             | KTM RC 250 GP | 19   | +0.640    | 6º      | 10    |
| 7º   | 43 | Xavier Artigas     | CFMoto Racing PrüstelGP        | CFMoto        | 19   | +0.738    | 8º      | 9     |
| 8º   | 24 | Tatsuki Suzuki     | Leopard Racing                 | Honda NSF250R | 19   | +1.991    | 15º     | 8     |
| 9º   | 53 | Deniz Öncü         | Red Bull KTM Ajo               | KTM RC 250 GP | 19   | +3.862    | 1º      | 7     |
| 10º  | 10 | Diogo Moreira      | MT Helmets - MSI               | KTM RC 250 GP | 19   | +4.397    | 13º     | 6     |
| 11º  | 55 | Romano Fenati      | Rivacold Snipers               | Honda NSF250R | 19   | +4.412    | 3º      | 5     |
| 12º  | 19 | Scott Ogden        | VisionTrack Racing             | Honda NSF250R | 19   | +4.722    | 10º     | 4     |
| 13º  | 18 | Matteo Bertelle    | Rivacold Snipers               | Honda NSF250R | 19   | +10.012   | 17º     | 3     |
| 14º  | 7  | Filippo Farioli    | Red Bull KTM Tech3             | KTM RC 250 GP | 19   | +11.335   | 22º     | 2     |
| 15º  | 82 | Stefano Nepa       | Angeluss MTA                   | KTM RC 250 GP | 19   | +11.613   | 21º     | 1     |
| 16º  | 72 | Taiyo Furusato     | Honda Team Asia                | Honda NSF250R | 19   | +14.667   | 23º     |       |
| 17º  | 16 | Andrea Migno       | CIP Green Power                | KTM RC 250 GP | 19   | +16.525   | 14º     |       |
| 18º  | 66 | Joel Kelso         | CFMoto Racing PrüstelGP        | CFMoto        | 19   | +26.905   | 11º     |       |
| 19º  | 64 | Mario Aji          | Honda Team Asia                | Honda NSF250R | 19   | +30.347   | 26º     |       |
| 20º  | 92 | David Almansa      | Finetwork Intact GP            | Husqvarna     | 19   | +33.542   | 27º     |       |
| 21º  | 63 | Syarifuddin Azman  | MT Helmets - MSI               | KTM RC 250 GP | 19   | +33.578   | 28º     |       |
| 22º  | 22 | Ana Carrasco       | Boé Motorsports                | KTM RC 250 GP | 19   | +33.671   | 24º     |       |
| 23º  | 95 | Collin Veijer      | Liqui Moly Husqvarna Intact GP | Husqvarna     | 19   | +35.488   | 19º     |       |
| 24º  | 70 | Joshua Whatley     | VisionTrack Racing             | Honda NSF250R | 19   | +35.734   | 25º     |       |
| 25º  | 6  | Ryusei Yamanaka    | Gaviota GasGas Aspar           | Gas Gas       | 18   | +1 giro   | 5º      |       |

### Ritirati
| Nº | Pilota         | Squadra             | Motocicletta  | Giri | Griglia |
| -- | -------------- | ------------------- | ------------- | ---- | ------- |
| 27 | Kaito Toba     | SIC58 Squadra Corse | Honda NSF250R | 14   | 12º     |
| 54 | Riccardo Rossi | SIC58 Squadra Corse | Honda NSF250R | 8    | 20º     |
| 38 | David Salvador | CIP Green Power     | KTM RC 250 GP | 5    | 18º     |